# 近藤あずみ
近藤 あずみ（こんどう あずみ、1992年11月18日 - ）は、元日本海テレビジョン放送のアナウンサー、元広島ホームテレビのアナウンサー。

## 来歴
神奈川県横浜市出身。立教大学社会学部卒業。卒業論文は『人は食の安心をどのように得ているか─洋服選びよりも大事な毎日の食事選び─』であった。アナウンサーになるのが幼い頃からの夢で、大学在学時にはテレビ朝日アスクにも通っていた。
2016年から3年間日本海テレビのアナウンサーを務めた後、2019年4月に広島ホームテレビへ移籍した。広島ホームテレビでは、入社当日から『みみよりライブ 5up!』のスポーツコーナーを担当していた。
2020年4月28日、広島ホームテレビを退社したことを自身のブログで公表した。
2021年4月からは、古巣の日本海テレビで放送の『てんとり！〜転生したらしがないOLになってたけど鳥取を満喫することにしました〜』（第1期）に出演していた。また、同番組出演中の2022年2月に結婚した。

## 担当番組

### テレビ番組
- 金曜スパイス!!（日本海テレビ） - リポーター（2018年）
- 情報カフェしまね season2（日本海テレビ）
- みみよりライブ 5up!（広島ホームテレビ） - スポーツコーナー「おしえてレジェンド」担当[7]（2019年4月 - 2020年4月）、金曜コーナー「瀬戸内グルメ天国」リポーター（2020年）
- 速報!甲子園への道（広島ホームテレビ） - リポーター（2019年7月）
- 全国高校野球選手権大会中継（広島ホームテレビ） - リポーター（2019年）
- ぽるぽるラボ（広島ホームテレビ、2019年 - 2020年）
- てんとり！〜転生したらしがないOLになってたけど鳥取を満喫することにしました〜（日本海テレビ、2021年4月 - 2023年2月） - トトリ 役

### ネット配信番組
- みみより!!アナ部（広島ホームテレビ、2019年）[10]
- 勝ちグセ。Carp TV（広島ホームテレビ、2019年）
- 会社で野菜を育てたい！（広島ホームテレビ、2019年）
- しゅわっち！（広島ホームテレビ、2019年）